# Issarapong Lilakorn
Issarapong Lilakorn (tiếng Thái: อิสระพงษ์ ลิละคร) là một cầu thủ bóng đá người Thái Lan. Hiện tại anh thi đấu cho Nongbua Pitchaya.

## Sự nghiệp quốc tế
Với màn trình diễn xuất sắc ở Thailand Division 1 League, Issarapong được triệu tập vào đội hình của Peter Reid. Anh cùng 35 cầu thủ khác tham dự T&T Cup 2008 do Việt Nam tổ chức.
Issarapong chính là thành viên của đội hình vô địch T&T Cup 2008.

## Danh hiệu
- T&T Cup: 2008